# イギリス陸軍飛行船 No 1

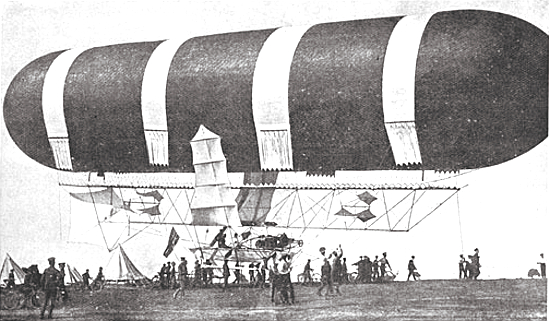
ヌリ・セクンドゥス号

イギリス陸軍飛行船 No 1、「ヌリ・セクンドゥス号」（Nulli Secundus：ラテン語で「二位にあらず」）はイギリス最初の軍用飛行船となった半硬式飛行船で1907年9月10日に初飛行した。
ヌリ・セクンドゥス号は当初、ジェームズ・テンプラー(James Templer)によって開発が始められ、イギリス工兵隊のジョン・キャパー(John Capper)とサミュエル・フランクリン・コーディによって完成された。コーディは操縦装置とエンジンを担当した。RAEファーンボロで製作され、50馬力のアントワネットエンジンが搭載された。1907年10月5日、ファンボローからロンドンへの飛行を行い、人々が飛行を見ることになった。キャパーとコーディが操縦したヌリ・セクンドゥス号はロンドン上空を飛行し、セント・ポール大聖堂で旋回してファーンボロに帰還しようとしたが、29 km/hの向かい風に妨げられて、クリスタル・パレスに着陸した。3時間25分かけて、80kmの飛行であった。
10月10日、強風による被害をさけるためにクリスタル・パレスに係留してあったが、風によって吹きゆすぶられて何本かの係留ロープは外れた。気嚢の裂け目は進展した。残骸の1部は解体されてファーンボロに運ばれ、ヌリ・セクンドゥスIIの製作に用いられた。